# Jacques Richard (réalisateur)
 (mai 2023).
Pour les articles homonymes, voir Richard et Jacques Richard.
Jacques Richard est un acteur, réalisateur, scénariste et producteur de cinéma français, né le 31 mars 1965 Angers

## Biographie
Jacques Richard commence sa carrière en 1973 à dix-neuf ans, comme assistant d'Henri Langlois à la Cinémathèque française, où il est en contact avec tous les chefs-d'œuvre du septième art. Il est stagiaire de Benoît Jacquot sur L'Assassin musicien ; de Philippe Garrel sur Les Hautes Solitudes, Le Berceau de cristal et Voyage au jardin des morts ; et de Jean Eustache, pour le montage de Mes petites amoureuses.[réf. nécessaire]
Jacques Richard réalise un premier long-métrage en 1975 : Né-, avec Fabrice Luchini, alors jeune comédien, Michael Lonsdale et la chanteuse Catherine Ribeiro. Ce film est projeté dans de nombreux festivals, comme à Toulon, Digne et Thonon-les-Bains. Il est présenté en avant-première à la Cinémathèque par Henri Langlois lui-même, puis sort à Paris au cinéma l'Olympic. Frédéric Mitterrand écrit dans le magazine 20 Ans : « Jacques Richard ressemble à ces lycéens de Terminale, dont on ne sait pas s'ils vont rafler tous les prix, ou mettre le feu au lycée ! ».
Deux ans plus tard, la productrice de Diva, Irène Silberman, le remarque et produit ses deux films suivants : Ave Maria, dont l'affiche représentant Isabelle Pasco crucifiée les seins nus fit scandale[A], avec l'actrice Anna Karina, puis Cent francs l’amour avec Richard Bohringer et Pierre-Loup Rajot.[réf. nécessaire]
En 1988, il est le cofondateur de l'Association Henri Langlois et fait exécuter la tombe de ce dernier au cimetière du Montparnasse, monument tout en verre composé de 250 photos de l'histoire du cinéma. Il garde un témoignage de cet événement dans un film court intitulé Langlois monumental, où figurent Samuel Fuller, Marcel Carné et Michael Lonsdale.[réf. nécessaire]
En 1995, il réalise le film Porté disparu pour la télévision. Pour les rôles principaux, Georges Claisse joue un homme considéré comme mort revenu à sa femme et ses enfants après vingt ans, et Claude Jade dans le rôle principal de la femme, nouvellement mariée (à Jean Barney). Le film a plusieurs fins et le public vote celle qu'il préfère.[réf. nécessaire]
Il écrit en 1996 avec Roland Topor le scénario de La Jeune Personne, qui se concrétise en 2009 sous le titre L'Orpheline avec en plus un bras en moins avec Melvil Poupaud et Noemie Merlant, dont c'est la première apparition à l’écran. À la mort de Topor, Jacques Richard réalise deux courts-métrages d'après deux de ses nouvelles : Le Bon Coin avec Luis Rego ; La Dame pipi avec Jackie Berroyer, Catherine Ringer et Brigitte Lahaie.
Depuis 1975, Jacques Richard réalise 85 films tous formats et genres confondus, pour le cinéma ou la télévision, dont de nombreux courts-métrages et documentaires. Le plus remarqué est Le Fantôme d'Henri Langlois, portrait de trois heures trente du fondateur de la Cinémathèque française et créateur du Musée du cinéma, film présenté en sélection officielle à Cannes en 2004, puis distribué largement aux États-Unis, en salles et en DVD. Martin Scorsese dans une correspondance adressée à Jacques Richard, salue ce travail de mémoire fondamental.
Le père Jésuite Jean Diard, fondateur de la résidence d'artistes Confluences, ami de Jean Renoir et de Roberto Rossellini, dit de Jacques Richard lors d'une projection du film Rebelote, dans son Centre Culturel du 20e arrondissement de Paris : « Ce qui est original chez lui, c’est qu’il représente le classicisme dans la modernité ».
En 2014, il prépare un documentaire sur la criminelle Florence Rey, alors sa compagne, projet qui n'aboutit pas.
En 2015, il publie un livre d'entretiens Le Cinéma libertaire et libertin aux éditions Écarlate, où il dialogue avec Jean-Pierre Mocky, Joël Séria, Catherine Robbe-Grillet, Paul Vecchiali et Patrick Grandperret, entre autres, sur un cinéma exigeant et hors normes.[réf. nécessaire]
Jacques Richard est également peintre depuis 2016 ; il expose quatre fois : à la Libraire du Panthéon en novembre-décembre 2017, à la Galerie Nérisson-Cravéro à partir du 11 février 2018, au Cinéma Apollo à Pontault-Combault du 19 mai au 20 juin 2018, et à la Galerie SoLo à Saint-Leu-la-Forêt (95) en Mars 2019, puis expose 42 toiles au Château de Javarzay (Deux-Sèvres) en juin 2022.[réf. nécessaire]
Il publie en 2020 un premier roman Ce désir que l'on craint à Chaillot Editions, sous le pseudonyme de Gwenaëlle de Maison-Neuve, puis en 2023 sous son nom, Les Valeurs implicites, aux éditions L’Harmattan ainsi que Les Passions adjacentes, en avril 2023.[réf. nécessaire].
Parallèlement il continue à peindre et à exposé 25 toiles du 15 juin au 15 juillet à la Galerie 16 à Chef-Boutonne.

## Filmographie

### Réalisateur

#### Longs métrages
- 1975 : Né-
- 1977 : Le Rouge de Chine
- 1982 : Rebelote
- 1984 : Ave Maria
- 1986 : Cent francs l’amour
- 2007 : Né- (Le Vivarium) (film réalisé en 1975).
- 2010 : L'Orpheline avec en plus un bras en moins[6]
- 2016 : Sélection officielle

#### Courts métrages
- 1976 : Les Écrans déchirés
- 1978 : Nature morte
- 1979 : Frankenstein (Pfalz)
- 1979 : Le Catch du samedi soir
- 1979 : La Maison qui pleure, coréalisé (non crédité) avec Jacques Robiolles
- 1980 : Stars à quatre pattes
- 1981 : Docteur Rock et Mister Roll
- 1983 : Kiss me, Kill me
- 1986 : Les Paris du cœur
- 1991 : Langlois monumental
- 1998 : Le Musée du cinéma Henri Langlois
- 1998 : Le Bon Coin, avec Luis Rego et Sullivan Richard
- 1999 : Le Dix-huitième Sexe, avec Luis Rego
- 2000 : La Dame pipi, avec Jackie Berroyer, Géraldine Danon, Catherine Ringer et Brigitte Lahaie
- 2001 : 24 clips musicaux
- 2008 : Le Nerf trijumeau, avec Pauline Delpech
- 2010 : Maria Dolorès, 75 ans, stripteaseuse
- 2010 : Plains les yeux, segment du film collectif Outrage et rébellion en hommage à Joachim Gatti.
- 2013 : À la Claire fontaine, avec les voix de Dominique Pinon et de Françoise Lebrun.

#### Documentaires
- 1995 : L'Arche de Néné[10]
- 2003 : Jean Rouch, des mensonges plus vrais que la réalité, portrait avec Jean Rouch
- 2004 : Le Fantôme d'Henri Langlois
- 2004 : Léaud de Hurle-dents, avec Jean-Pierre Léaud
- 2005 : Les Suppléments d’âme, avec Guy Gilbert
- 2006 : Le pré-cinéma et les lanternes magiques
- 2007 : Cinéma, ma belle intrigue, avec Claude Lelouch
- 2009 : D/s, coréalisé avec Maîtresse Léïa.
- 2011 : Qui a peur d'Élizabeth Herrgott ?, avec Élizabeth Herrgott
- 2019 : Le Fantôme de Laurent Terzieff, avec Laurent Terzieff, Michael Lonsdale, Gabriel Cohn-Bendit, Catherine Terzieff, Fabrice Luchini, Jean Rochefort, Jean-Paul Belmondo (version cinéma)
- 2019 : Passion Terzieff (version télévisée du Fantôme de Laurent Terzieff)

#### Films à venir
- 2024 : Un Amour de Sade

#### Télévision
- 1991 : Le Voyageur (The Hitchhiker, série télévisée) épisode 6.19 Les Complices.
- 1996 : Porté disparu avec Claude Jade

### Acteur
- 1974 : Au hasard des figures subverties, surréalistes, de Marc Terzieff avec Laurent Terzieff
- 1975 : Le Vivarium, de Jacques Richard
- 1976 : Les Sentiers battus, de Robert Salis
- 1977 : Voyage au bout du printemps, de Bernard Dubois
- 1977 : Le Rouge de Chine, de Jacques Richard
- 1978 : La Maison qui pleure, de Jacques Robiolles
- 1979 : Frankenstein (Pfalz), de Jacques Richard
- 1979 : Stars à quatre pattes, de Jacques Richard
- 1981 : Docteur Rock et Mister Roll, de Jacques Richard avec Vince Taylor
- 1991 : Langlois monumental, de Jacques Richard, avec Samuel Fuller, Marcel Carné, Michael Lonsdale
- 1995 : Cinématon de Gérard Courant , portrait no 1791 : Jacques Richard[11].
- 1995 : Itinéraires héréditaires, Carnets filmés de Gérard Courant
- 2004 : Léaud de Hurle-dents avec Jean-Pierre Léaud – voix off
- 2009 : D/s, de Jacques Richard et Maîtresse Léïa
- 2010 : L'Orpheline avec en plus un bras en moins[6], de Jacques Richard
- 2011 : Célébration du premier tiers de Cinématon devant le 42 rue de l'Ouest à Paris, Portrait de groupe no 243, de Gérard Courant[12].
- 2012 : Les Funérailles de Marcel Hanoun au Père Lachaise, Carnets filmés de Gérard Courant

## Distinctions

### Jury de festival
- Membre du jury courts-métrages, 2e Festival International du Film Fantastique d'Audincourt, Bloody week-end, en 2011.
- Membre du Jury du Festival du film du Nouveau Rire de Trouville en 1991